# Macrorhynchia furcata
Macrorhynchia furcata är en nässeldjursart som beskrevs av Nutting 1900. Macrorhynchia furcata ingår i släktet Macrorhynchia och familjen Aglaopheniidae. Inga underarter finns listade i Catalogue of Life.